# Johan Fillinger
Johan Fillinger, född 29 juli 1918, död 27 maj 1996, var en norsk skådespelare, regissör och översättare.
Under 1940-talet verkade Fillinger vid Trøndelag Teater. Efter utlandsvistelse verkade han vid Oslo Nye Teater och Nationaltheatret som översättare och regissör. Han medverkade även i ett fåtal filmer och TV-serier. Han debuterade 1951 i Tancred Ibsens Storfolk og småfolk. Under 1970- och 1980-talen spelade han i TV-serierna Farlig yrke (1976), Solospill (1977), Fleksnes fataliteter (1981) och Ta den ring (1982) samt filmerna Olsenbanden kommer igen (1984) och Utan vittne (1986).
Fillinger ligger begravd på Vestre gravlund i Oslo.

## Filmografi
- 1951 – Storfolk og småfolk
- 1976 – Farlig yrke (TV-serie)
- 1977 – Solospill (TV-serie)
- 1981 – Fleksnes fataliteter (TV-serie)
- 1982 – Ta den ring (TV-serie)
- 1984 – Olsenbanden kommer igen
- 1986 – Utan vittne